# Lucas Perrin
Lucas Perrin (Marsiglia, 19 novembre 1998) è un calciatore francese, difensore dello Sporting Gijón.

## Caratteristiche tecniche
È un difensore centrale.

## Carriera
Cresciuto nel settore giovanile dell'Olympique Marsiglia, ha esordito in prima squadra il 24 settembre 2019 disputando l'incontro di Ligue 1 pareggiato 0-0 contro il Digione.
Il 14 luglio 2021 viene ceduto in prestito allo Strasburgo.

## Statistiche

### Presenze e reti nei club
Statistiche aggiornate al 2 febbraio 2025.
| Stagione                     | Squadra                      | Campionato                   | Campionato | Campionato | Coppe nazionali | Coppe nazionali | Coppe nazionali | Coppe continentali | Coppe continentali | Coppe continentali | Altre coppe | Altre coppe | Altre coppe | Totale | Totale |
| Stagione                     | Squadra                      | Comp                         | Pres       | Reti       | Comp            | Pres            | Reti            | Comp               | Pres               | Reti               | Comp        | Pres        | Reti        | Pres   | Reti   |
| ---------------------------- | ---------------------------- | ---------------------------- | ---------- | ---------- | --------------- | --------------- | --------------- | ------------------ | ------------------ | ------------------ | ----------- | ----------- | ----------- | ------ | ------ |
| 2015-2016                    | Olympique Marsiglia 2        | CFA                          | 1          | 0          | -               | -               | -               | -                  | -                  | -                  | -           | -           | -           | 1      | 0      |
| 2016-2017                    | Olympique Marsiglia 2        | CFA                          | 9          | 0          | -               | -               | -               | -                  | -                  | -                  | -           | -           | -           | 9      | 0      |
| 2017-2018                    | Olympique Marsiglia 2        | N2                           | 26         | 1          | -               | -               | -               | -                  | -                  | -                  | -           | -           | -           | 26     | 1      |
| 2018-2019                    | Olympique Marsiglia 2        | N2                           | 20         | 1          | -               | -               | -               | -                  | -                  | -                  | -           | -           | -           | 20     | 1      |
| 2019-2020                    | Olympique Marsiglia 2        | N2                           | 6          | 1          | -               | -               | -               | -                  | -                  | -                  | -           | -           | -           | 6      | 1      |
| Totale Olympique Marsiglia 2 | Totale Olympique Marsiglia 2 | Totale Olympique Marsiglia 2 | 62         | 3          |                 | -               | -               |                    | -                  | -                  |             | -           | -           | 62     | 3      |
| 2019-2020                    | Olympique Marsiglia          | L1                           | 4          | 0          | CF+CdL          | 1+0             | 0               | -                  | -                  | -                  | -           | -           | -           | 5      | 0      |
| 2020-2021                    | Olympique Marsiglia          | L1                           | 7          | 1          | CF              | 1               | 0               | UCL                | 0                  | 0                  | SF          | -           | -           | 8      | 1      |
| Totale Olympique Marsiglia   | Totale Olympique Marsiglia   | Totale Olympique Marsiglia   | 11         | 1          |                 | 2               | 0               |                    | 0                  | 0                  |             | -           | -           | 13     | 1      |
| 2021-2022                    | Strasburgo                   | L1                           | 31         | 1          | CF              | 2               | 0               | -                  | -                  | -                  | -           | -           | -           | 33     | 1      |
| 2022-2023                    | Strasburgo                   | L1                           | 26         | 0          | CF              | 1               | 0               | -                  | -                  | -                  | -           | -           | -           | 27     | 0      |
| 2023-2024                    | Strasburgo                   | L1                           | 31         | 0          | CF              | 3               | 0               | -                  | -                  | -                  | -           | -           | -           | 34     | 0      |
| Totale Strasburgo            | Totale Strasburgo            | Totale Strasburgo            | 88         | 1          |                 | 6               | 0               |                    | -                  | -                  |             | -           | -           | 94     | 1      |
| 2024-gen. 2025               | Amburgo                      | 2.L                          | 6          | 0          | CG              | 0               | 0               | -                  | -                  | -                  | -           | -           | -           | 6      | 0      |
| gen.-giu. 2025               | Cercle Bruges                | D1                           | 0          | 0          | CB              | 0               | 0               | UEL+UECL           | 0+0                | 0+0                | -           | -           | -           | 0      | 0      |
| Totale carriera              | Totale carriera              | Totale carriera              | 167        | 5          |                 | 8               | 0               |                    | 0                  | 0                  |             | -           | -           | 175    | 5      |